# Stenen Bergmolen
De Stenen Bergmolen (ook: Molen van Opstal) in de Belgische gemeente Rijkevorsel is een maalvaardige windkorenmolen en de laatste van de Rijkevorselse molens. De huidige molen is de opvolger van een standerdmolen uit 1842 die in de nacht van 13 op 14 mei 1861 afbrandde. Vlak bij de locatie van de afgebrande molen kreeg Josephus Brusselaers een machtiging van de Bestendige Deputatie van de provincie om een nieuwe stenen molen neer te zetten. De bouwer van de romp was metselaar Jan Hoppenbrouwers-Mostmans. De molen heeft bijzonder veel ramen in de romp, alsook drie toegangsdeuren vanaf de molenberg. Tijdens de Eerste Wereldoorlog werd hier tijdelijk olie geslagen en rond 1927 werd een dieselmotor in de molen geplaatst voor de aandrijving. Tot ca. 1960 werd hier professioneel gemalen, het laatst door Jan Van Opstal-De Koninck. Vervolgens werd de molen tussen 1966 en 1981 verhuurd aan een café- en discotheekuitbater. In de loop van de jaren zeventig werd het gevlucht afgehaald, en het verval van de molen nam toe. In 1996 kocht de gemeente Rijkevorsel de molen, en voorbereidingen tot restauratie werden in gang gezet. Op 13 en 14 april 2002 werd de maalvaardig gerestaureerde molen officieel in gebruik genomen. Zij wordt sindsdien bemalen door vijf gediplomeerde vrijwillige molenaars. De Stenen Bergmolen werd 24 juni 1993 monumentenstatus toegekend.

## Restauraties en onderhoud
De eerste restauratie vond plaats in 1949-'50, de molen kreeg toen stalen wieken. Verder werd er een algemene restauratie uitgevoerd in 1956-'57 en in 1959 werd de kap onder handen genomen. Onder leiding van architect Paul Gevers werd in 2000-'02 een grote restauratie om het monument weer in maalvaardige staat te brengen uitgevoerd door de molenbouwers Adriaens uit Weert.

## Molenaars en eigenaars
- 1861: Josephus Brusselaers
- 1884: Joannes Brusselaers (zoon)
- 1892: verkocht aan Jan Janssen-Claessen, landbouwer uit Vosselaar
- 1927: verkocht aan molenaar Josephus Hendrickx uit Beerse
- 1945: verkocht aan Jan Van Opstal-De Koninck
- ca 1960: Jan Van Opstal-De Koninck legt de molen stil
- 1966-1981: verhuurd aan uitbater van café en discotheek In 't Meulengat
- 1996: molen verkocht aan gemeente Rijkevorsel

## Technische gegevens
De molen heeft drie zolders en eenkapszolder. Van het roerend werk zijn onder meer de molenas met inscriptie 1861, vangwiel-bonkelaar, houten koning en één koppel maalstenen (oorspronkelijk twee) bewaard. Verder heeft de molen
- gelaste stalen roeden van 24,96m, fabricaat Derckx te Wessem (nrs. 928-929, 2001)
- een koppel kunststenen
- een dieselmotor in de belt (Blackstone uit Stamford, Engeland uit 1950)
- Hollands vangsysteem
- Engels gietijzeren kruiwerk